# 19 أبريل
- السبت
- الأحد
- الاثنين
- الثلاثاء
- الأربعاء
- الخميس
- الجمعة

- 2929 رمضان 1446  هـ
- 301 شوال 1446  هـ
- 312 شوال 1446  هـ
- 13 شوال 1446  هـ
- 24 شوال 1446  هـ
- 35 شوال 1446  هـ
- 46 شوال 1446  هـ
- 57 شوال 1446  هـ
- 68 شوال 1446  هـ
- 79 شوال 1446  هـ
- 810 شوال 1446  هـ
- 911 شوال 1446  هـ
- 1012 شوال 1446  هـ
- 1113 شوال 1446  هـ
- 1214 شوال 1446  هـ
- 1315 شوال 1446  هـ
- 1416 شوال 1446  هـ
- 1517 شوال 1446  هـ
- 1618 شوال 1446  هـ
- 1719 شوال 1446  هـ
- 1820 شوال 1446  هـ
- 1921 شوال 1446  هـ
- 2022 شوال 1446  هـ
- 2123 شوال 1446  هـ
- 2224 شوال 1446  هـ
- 2325 شوال 1446  هـ
- 2426 شوال 1446  هـ
- 2527 شوال 1446  هـ
- 2628 شوال 1446  هـ
- 2729 شوال 1446  هـ
- 2830 شوال 1446  هـ
- 291 ذو القعدة 1446  هـ
- 302 ذو القعدة 1446  هـ
- 13 ذو القعدة 1446  هـ
- 24 ذو القعدة 1446  هـ

19 أبريل أو 19 نيسان أو يوم 19 \ 4 (اليوم التاسع عشر من الشهر الرابع) هو اليوم التاسع بعد المئة (109) من السنة البسيطة، أو اليوم العاشر بعد المئة (110) من السنوات الكبيسة وفقًا للتقويم الميلادي الغربي (الغريغوري). يبقى بعده 256 يوما لانتهاء السنة.

## أحداث
- 1160 - نفي القائد الياباني ميناموتو نو يوريتومو إلى جزر إيزو.
- 1775 - اندلاع حرب الاستقلال الأمريكية التي أدت بالنهاية إلى قيام الولايات المتحدة.
- 1961 - اجتماع في قصر السيف في الكويت بين الأمير الشيخ عبد الله السالم الصباح والمقيم السياسي البريطاني في الخليج ويليام لوس والوكيل السياسي في الكويت جون ريتشموند وذلك للتفاوض بين البلدين على إلغاء اتفاقية 1899 بين الكويت والمملكة المتحدة.
- 1964 - بدأ بيع السيارة الرياضية فورد موستانغ لأول مرة.
- 1974 - المسبار الفضائي بيونير 11 ينجح في المرور عبر حزام الكويكبات.
- 1980 - المغرب يشارك في يوروفيجن.
- 1986 - مجلس المطارنة الموارنة ينتخب المطران نصر الله صفير بطريركًا للكنيسة المارونية خلفًا للبطريرك المستقيل أنطون بطرس خريش.
- 1995 - شاحنة مليئة بالمتفجرات تنفجر أمام مبنى ألفريد مورا الفدرالي في أوكلاهوما يؤدي إلى سقوط عدد كبير من الضحايا.
- 2003 - إعادة انتخاب أولوسيجون أوباسانجو رئيسًا لنيجيريا لفترة رئاسية أخرى بعد أن حصل على 62% من مجمل أصوات الناخبين وسط اتهامات بعدم نزاهة الانتخابات.
- 2005 - انتخاب الكردينال الألماني جوزيف راتزنغر بابا للكنيسة الرومانية الكاثوليكية تحت اسم بندكت السادس عشر وذلك في اليوم الثاني من بدء مجمع الكرادلة اجتماعاته لانتخاب بابا جديد خلفًا للبابا يوحنا بولس الثاني.
- 2008 - فوز بايرن ميونخ على دورتموند في نهائي كأس ألمانيا والذي أقيم على ملعب العاصمة برلين.
- 2009 -
  - انتخاب رئيس كتلة جبهة التوافق إياد السامرائي رئيسًا لمجلس النواب العراقي بعد جدل دام أكثر من أربعة أشهر بعد استقالة رئيس البرلمان الأسبق محمود المشهداني.
  - عبد العزيز بوتفليقة يؤدي اليمين الدستورية رئيسًا للجزائر لفترة رئاسية ثالثة.
- 2018 - انتخاب ميغيل دياز كانيل رئيسًا لكوبا، بعد خلفه راؤول كاسترو، وبانتخابه انتهى حكم عائلة كاسترو لكوبا والذي استمر حوالي 60 عامًا.
- 2021 - نجاح مروحية إنجينويتي التابعة لناسا في الطيران على سطح المريخ وهو أول طيران لطائرة بمحرك على كوكب آخر.
- 2023 -
  - مقتل ما يزيد عن تسعين شخصًا وإصابة أكثر من 322 آخرين في حادثة تدافع في صنعاء باليمن.
  - هيئة الطاقة الذرية والبديلة الفرنسية والمركز الوطني الفرنسي للبحث العلمي يُعلنان اكتشاف فيروس جديد باسم فيروس ميروس بعد تحليل العينات والبيانات التي جمعتها سفينة الأبحاث «تارا».
- 2024 - ضربة إسرائيلية تستهدف مواقع في مدينة أصفهان الإيرانية، كما تعرضت مواقع في العراق وسوريا لهجوم إسرائيلي كذلك، وذلك ردًّا على الضربات الإيرانية على إسرائيل.
- 2025 - المنتخب المغربي يتوج بكأس إفريقيا لكرة القدم في فئة أقل من 17 سنة، بعد فوزه على منتخب مالي في المباراة النهائية بركلات الترجيح بنتيجة 4-2.

## مواليد
- 1124 - سعيد بن حمزة النيلي، كاتب ديواني و شاعر عربي.
- 1793 - فرديناند الأول، إمبراطور النمسا.
- 1802 - جعفر الخرسان، شاعر وناثر عثماني عراقي.
- 1832 - خوسيه إتشيغاراي، عالم رياضيات وكاتب إسباني حاصل على جائزة نوبل في الأدب عام 1904.
- 1844 ـ ألكسندر أوغستون، جراح اسكتلندي.
- 1882 - جيتوليو فارجاس، رئيس البرازيل.
- 1912 - غلين سيبورغ، عالم فيزياء أمريكي حاصل على جائزة نوبل في الكيمياء عام 1951.
- 1916 - راوية عطية، سياسية مصرية.
- 1935 - جوزيف فويتا، لاعب كرة قدم تشيكي.
- 1937 - جوزيف استرادا، رئيس الفلبين.
- 1953 - عبد المجيد الظلمي، لاعب كرة قدم مغربي.
- 1954 - تريفور فرانسيس، لاعب ومدرب كرة قدم إنجليزي.
- 1966 - سليمة رخروخ، إعلامية جزائرية.
- 1968 - آشلي جود، ممثلة أمريكية.
- 1972 - ريفالدو، لاعب كرة قدم برازيلي.
- 1973 - فيروز زياني، إعلامية جزائرية.
- 1975 - يوسي ياسكيلاينن، لاعب كرة قدم فنلندي.
- 1978 -
  - جيمس فرانكو، ممثل أمريكي.
  - غابريل هاينزه، لاعب كرة قدم أرجنتيني.
- 1979 - كيت هدسون، ممثلة أمريكية.
- 1981 -
  - أوس الشطي، ممثل كويتي.
  - هايدن كرستنسين، ممثل كندي.
- 1983 - هديل محمد الحضيف، مدونة وكاتبة وروائية سعودية.
- 1985 - فالون بهرامي، لاعب كرة قدم سويسري.
- 1987 -
  - ماريا شارابوفا، بطلة كرة مضرب روسية.
  - جوي هارت، لاعب كرة قدم إنجليزي.
- 1988 - شيري عادل، ممثلة مصرية.

## وفيات
- 1689 - كرستينا، ملكة السويد.
- 1768 - جوفاني أنطونيو كانال، رسام إيطالي.
- 1824 - جورج بايرون، شاعر إنجليزي.
- 1881 - بينجامين دزرائيلي، رئيس وزراء المملكة المتحدة.
- 1906 - بيار كوري، عالم فيزياء فرنسي حاصل على جائزة نوبل في الفيزياء عام 1903.
- 1967 - كونراد أديناور، مستشار ألمانيا.
- 1998 - أكتافيو باث، أديب مكسيكي حاصل على جائزة نوبل في الأدب عام 1990.
- 2008 - حنان الأغا، فنانة تشكيلية فلسطينية.
- 2019 - عفيف عبد الرحمن، لغوي وأكاديمي أردني من أصل فلسطيني.
- 2021 - ميشيل كيلو، كاتب وصحافي سوري.
- 2024 - صلاح السعدني، ممثل مصري.

## أعياد ومناسبات
- عيد الجيش في البرازيل.
- عيد القديس البابا ليون التاسع.

## وصلات خارجية
- وكالة الأنباء القطريَّة: حدث في مثل هذا اليوم.
- النيويورك تايمز: حدث في مثل هذا اليوم.
- BBC: حدث في مثل هذا اليوم.